# Ityopya hoy dess yibelish
Ityopya hoy dess yibelish (Ge'ez: ኢትዮጵያ ሆይ ደስ ይበልሽ, Ô Éthiopie sois heureuse) fut le premier hymne national de l'histoire éthiopienne. Composé en 1925 ou 1926 par Kevork Nalbandian, un Arménien émigré en Éthiopie, il est interprété pour la première fois le 2 novembre 1930, jour du couronnement de Tafari Makonnen comme Negusse Negest sous le nom de Hailé Sélassié Ier. Toutefois, l'hymne célèbre le « Negus » (titre porté par Hailé Sélassié avant son couronnement) et non le « Negusse Negest » (équivalent d'Empereur). L'hymne sera remplacé en 1975, à la suite du renversement de la monarchie par le Derg le 12 septembre 1974. Le nouvel hymne sera Ityopya, Ityopya, Ityopya qidemi. 